# Херцогство Гуастала
Херцогство Гуастала (на италиански: Ducato di Guastalla) е стара италианска държава, някогашна малка територия в Северна Италия. От 1406 до 1621 г. неговите владетели носят графска титла. От 1621 до 1748 г. титлата им вече е херцогска. Родът Торели държи властта над държавата до 1538 г., когато тя минава в ръцете на Гонзага от Гуастала.

## История
На 2 юли 1621 г. император Фердинанд II дава на Графство Гуастала статута на херцогство. По онова време то заема площ от около 1,5 квадратни мили. Херцогската титла е дадена на Феранте II Гонзага – любимец на испанските и австрийските Хабсбурги, женен за племенницата на Андреа Дория. По този начин той става първият херцог с амбицията за бъдещо поемане на властта в престижното Херцогство Мантуа.
Когато обаче Феранте II умира от чума в епидемията през 1630 г., управлението е поето от сина му Чезаре II. С него територията на херцогството се разширява с анексирането през 1630 г. на земите Дозоло, Лудзара и Реджоло, дотогава в Херцогство Мантуа.
През 1632 г. на престола се възкачва синът му Феранте III. Понеже той няма наследници от мъжки пол, завещава държавата на съпруга на дъщеря си Анна Изабела Гонзага – Фердинандо Карло Гонзага, херцог на Мантуа. В този период Гуастала се превръща в сателитен град на Мантуанската държава. Междувременно отбранителната система е модернизирана и подобрена, тъй като европейските политически условия са трудни. Между 1689 и 1690 г. градът е обсаден от испанците, които успяват да съборят защитните стени, като го завземат, разрушавайки крепостта на Висконти и градската кула.
През 1692 г. херцогът е обвинен в тежко престъпление, т. нар. „фелония“ – предателство на задълженията, съществуващи между феодала и неговия васал. Император Леополд I дава Гуастала и териториите ѝ на херцог Винченцо Гонзага. По време на неговото управление, през 1702 г., в земите на Лудзара има жестоки сблъсъци между френските войски на крал Луи XIV и императорските армии, водени от принц Евгений Савойски. Малко след това нападението се премества на фронта на Гуастала. Проавстрийският град, макар и демонстрирайки храбра отбрана, е покорен и принуден да се предаде. През 1714 г. държавата наследява херцог Антонио Феранте Гонзага. За съжаление той не е много активен в политически план и освен това умира при загадъчни обстоятелства през 1729 г.

Властта е поета от брат му Джузепе Мария Гонзага – последният херцог на града. През 1734 г. той става свидетел на окупацията от австрийците и на Битката при Гуастала. Впоследствие градът е преотстъпен на краля на Сардиния Карл Емануил III Савойски до 1738 г. Последният херцог умира без наследници през 1746 г., а Херцогство Гуастала е включено в Австрийска Ломбардия под управлението на овдовялата императрица Мария Терезия Австрийска през 1747 г.
Смъртта на последния наследник на Гонзага слага край на политическата и териториалната автономия на Гуастала, характерна за него в продължение на повече от 100 години. С Мирния договор от Аахен (1748) г. територията на Гуастала се обединява с тази на Херцогство Парма, управлявано от Бурбоните.
Градът е присъединен към Цизалпийската република през 1802 г. През 1806 г. възвръща ранга си на суверенно херцогство, предоставен на Камило Боргезе, съпруг на Полин Бонапарт от неговия шурей Наполеон I. През 1815 г. Гуастала е включен отново в Херцогство Парма и Пиаченца, които го държат в собствените си владения до 1847 г. След наполеоновото господство Гуастала с Парма и Пиаченца са дадени на Мария Луиза – съпруга на Наполеон I. През 1847 г. е временно в ръцете на Карл II Бурбонски. През 1848 г. преминава към Херцогство Модена и Реджо, а през 1861 г. – към Кралство Италия.

## Територии
Граничи на север и в участъка на река По с Херцогство Мантуа, на изток, запад и юг с Херцогство Модена и Реджо. Намира се на няколко мили от Херцогство Парма. Първоначално се свежда до Гуастала, но по-късно е разширено през 1630 г. с териториите на Дозоло, Лудзара и Реджоло. Многобройни територии са собственост на господари, които не живеят в херцогството, особено такива от Мантуа и д'Есте.
Гонзага от Гуастала през 1708 г. поемат контрола и над Княжество Боцоло и анексираните територии (Ривароло Мантовано, Сан Мартино дал'Арджине, Помпонеско, Комесаджо, Остиано, Изола Доварезе). През 1710 г. Херцогство Сабионета също става част от техните владения.

## Владетели

### Херцози на Гуастала (1428 – 1621)
- Феранте II Гонзага (2 юли 1621 – 5 август 1630, от 15 февруари 1575 херцог на Гуастала
- Чезаре II Гонзага (5 август 1630 – 26 февруари 1632)
- Феранте III Гонзага (26 февруари 1632 – 11 януари 1678)
- Фердинандо Карло Гонзага-Невер (11 януари 1678 – 1693)
- Винченцо Гонзага (1693 – 28 април 1714)
- Антонио Феранте Гонзага (28 април 1714 – 30 април 1729)
- Джузепе Мария Гонзага (30 април 1729 – 15 август 1746)

### Последващо развитие
- Имперски период: на Хабсбургите (1746 – 1748)

През 1746 г., след смъртта без наследници на херцог Джузепе Мария Гонзага, херцогството се завръща в Свещената Римска империя, чрез императрица Мария Терезия Хабсбург. Гуастала остава владение на Хабсбургите до Договора от Аахен през 1748 г., когато е преотстъпено заедно с Херцогство Парма и Пиаченца на Филип Бурбон-Парма.
- Първи период на Херцогство Парма:
  - Филип I Бурбон-Парма, 18 октомври 1748 – 15 юли 1765
  - Фердинанд I Бурнон-Парма, 18 юли 1765 – 9 октомври 1902
- Наполеонов период
  - Камило Филипо Лудовико Боргезе, 1805 – 1813

Част от Първата френска република: 24 октомври 1802 – 18 май 1804
Част от Първата френската империя: 18 май 1804 – 14 октомври 1809
Част от Кралство Италия: 14 октомври 1809 – 25 май 1814
- Втори период на Херцогство Парма
  - Мария Луиза Хабсбург-Австрийска, 11 април 1814 – 17 декември 1847
- Период на Херцогство Модена
  - Франц V Хабсбург-Есте, 17 декември 1847 – 11 юни 1859